# Alice Castello
Alice Castello est une commune italienne de la province de Verceil, dans la région Piémont.

## Administration
| Période                                  | Période | Identité | Étiquette | Qualité |
| ---------------------------------------- | ------- | -------- | --------- | ------- |
|                                          |         |          |           |         |
| Les données manquantes sont à compléter. |         |          |           |         |

### Communes limitrophes
Borgo d'Ale, Cavaglià, Roppolo, Santhià, Tronzano Vercellese, Viverone